# Nino Bravo

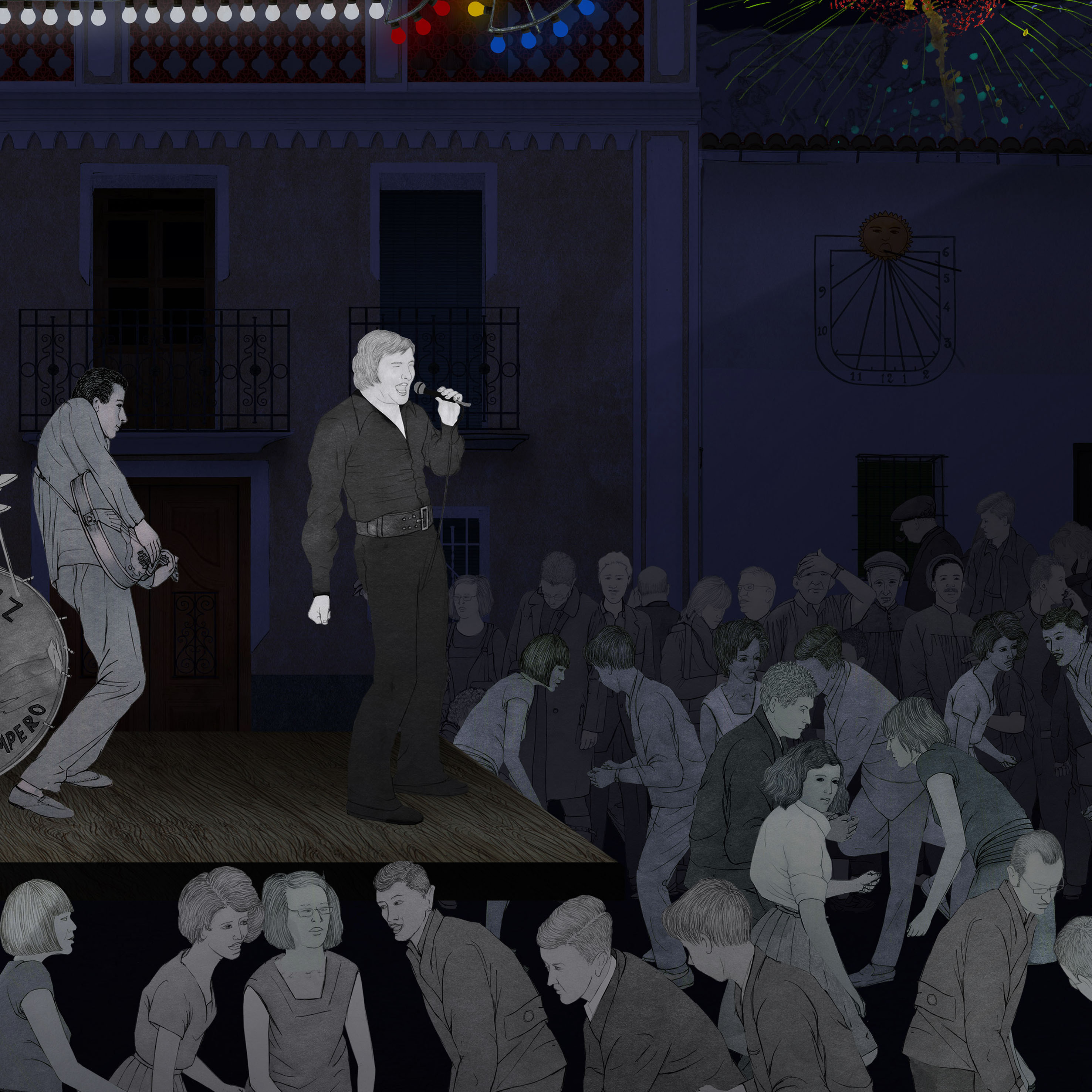
Nino Bravo cantant a unes festes de poble

Luis Manuel Ferri Llopis, conegut artísticament com a Nino Bravo (Aielo de Malferit, la Vall d'Albaida, 3 d'agost de 1944 - Villarrubio, Tarancón, Conca, 16 d'abril de 1973), va ser un cantant melòdic valencià. És conegut per les seves cançons en castellà, però al principi, en una fase desconeguda al gran públic, cantava en valencià.

## Biografia
Tot i nàixer en Aielo de Malferit, ben aviat els seus pares es van traslladar a la capital, concretament al carrer Visitació, paral·lel al carrer de Sagunt.
La primera faena la va tenir en una joieria, després feu el servei militar a Cartagena (a Marina). En tornar va treballar en una oficina, on combinava la seua tasca laboral amb l'afecció pel cant. Allò el va portar a unir-se amb diversos amics amb els quals va conformar conjunts musicals que actuaven en diversos locals. Amb estes agrupacions musicals va formar part en diferents festejos fallers del barri, on cantava melodies en els típics balls i revetlles. Va començar amb Els Supperson. Los Hispánicos i més tard Los Superson van ser els grups musicals més importants de què va formar part, fins que va conéixer el seu primer representant, Miguel Siurán, qui el va descobrir i li va atorgar el nom artístic amb què aconseguiria la fama.
Va fer les seues primeres gales i un recital al Teatre Principal de València que sols li van suposar pèrdues. Posteriorment, la casa discogràfica Fonogram el va contractar per un període de 5 anys. El seu primer senzill el grava amb cançons de Manuel Alejandro: "Como todos" i "Es el viento". Va anar al Festival de la Cançó de Barcelona amb el tema "No debo pensar en ti", però en va ser eliminat.
Tanmateix, a l'estiu de 1970, August Algueró li va proporcionar la cançó "Te quiero, te quiero", que per diversos motius, tot i tenir-la gravada Raphael i Lola Flores, no havia eixit encara al mercat. Nino va aconseguir amb esta peça un gran èxit, cosa que va provocar que fóra elegida cançó de l'estiu. A "Te quiero, te quiero" la van seguir "Noelia", "Perdona", "Mi gran amor", "Ésa será mi casa", "Mi querida mama", "Voy buscando", etc.
El 1971 es va inscriure en la selecció per participar en el Festival d'Eurovisió, cosa que comportava la participació en el programa televisiu de classificació "Pasaporte a Dublín", i hi va quedar en un meritori tercer lloc. La cantant Karina va resultar ser l'elegida.
Aquell mateix any, el 20 d'abril, es va casar secretament amb María Amparo Martínez Gil. Al novembre va viatjar al Festival de Rio de Janeiro, on va representar Espanya. Allí va competir amb les millors veus d'aquell moment. Hi va aconseguir un segon lloc però, tot i això, este fet li va causar un cert regust decebedor.
El gener de 1972 va nàixer la seua primera filla, a qui van batejar amb el nom de sa mare: María Amparo. Tingué una segona filla pòstuma.
Durant l'any 1972 va portar els seus èxits per tot l'estat i, sense saber-ho, el 14 de març de 1973, en la cridòria de les Falles, Nino va fer gaudir per darrera vegada els valencians amb la seua última i embogidora actuació, com a agraïment per la seua fidelitat.
El 16 d'abril de 1973 Nino Bravo viatjava en el seu nou BMW de València cap a Madrid per motius professionals, acompanyat pel duet Humo i per Pepe Juesas. Quan travessaven al terme de Villarrubio, a la comarca de Tarancón, van sofrir un greu accident de trànsit que va causar la mort del cantant quan tan sols tenia 28 anys.
A partir de l'homenatge celebrat a Aielo de Malferit el setembre de 1998 en què es van reunir aproximadament 5.000 persones amants i entusiastes de Nino Bravo, va sorgir la idea de crear un museu per mantenir viva la seua memòria. Des del festival de 1998 han sigut nombrosos els fans que s'han desplaçat des de Múrcia, València i altres ciutats al municipi de la Vall d'Albaida per fer donació de discos, revistes o gravacions gràcies als quals ha estat possible de fer realitat el projecte museístic a la casa on va nàixer l'artista.